# Anoplodactylus velamellus
Anoplodactylus velamellus is een zeespin uit de familie Phoxichilidiidae. De soort behoort tot het geslacht Anoplodactylus. Anoplodactylus velamellus werd in 1991 voor het eerst wetenschappelijk beschreven door Nakamura & Child. 